# 県の石

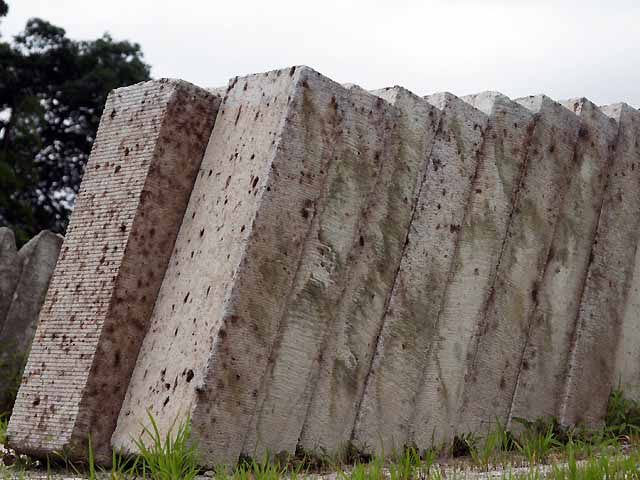
栃木県の岩石「大谷石」

県の石（けんのいし）は、日本地質学会が選定し、2016年（平成28年）5月10日に公表した、各都道府県を象徴する石。一般公募を基に、各都道府県で産出する特徴的な石を岩石、鉱物、化石の3部門について専門家が認定した。

## 概要
日本地質学会は2018年（平成30年）に創立125周年を迎えることから、その記念事業の一環として「県の石」を選定することになり、2014年（平成26年）8月に学会のウェブサイトやプレスリリースを通して一般から候補を募集した。県の石の認定の契機となったのは、都道府県の鳥や木、花は制定されているのに、「県の石」ないしはそれに類するものを制定している都道府県が1つもないことが発覚したことにある。
地質の日である2016年（平成28年）5月10日に、日本鉱物学会は専門家による審査を終えて、「県の石」を公表した。選定に当たっては、学術的な重要性に加え、都道府県民の受け入れやすさが重視された。例えば、新潟県は（佐渡島の）金、鳥取県は（鳥取）砂丘の砂などである。1都道府県につき、岩石・鉱物・化石を選定したため、県の石は合計で141種類になる。
日本地質学会では、県の石認定を通して大地の性質や成り立ちに対する一般市民の関心を高めたいとしている。
また、新潟県は「翡翠を新潟県の石にする会」からの請願を受け、2022年（令和4年）11月4日に公式に「県の石」として翡翠を選定した。請願には42,000筆を超える署名が集められた。

## 一覧
| 番号 | 都道府県 | 岩石                                   | 鉱物                         | 化石                                      |
| ---- | -------- | -------------------------------------- | ---------------------------- | ----------------------------------------- |
| 1    | 北海道   | かんらん岩                             | 砂白金                       | アンモナイト                              |
| 2    | 青森県   | 錦石（鉄分を含む主に玉髄からなる岩石） | 菱マンガン鉱                 | アオモリムカシクジラウオ                  |
| 3    | 岩手県   | 蛇紋岩                                 | 鉄鉱石                       | シルル紀サンゴ化石群                      |
| 4    | 宮城県   | スレート                               | 砂金                         | ウタツギョリュウ                          |
| 5    | 秋田県   | 硬質泥岩                               | 黒鉱                         | ナウマンヤマモモ                          |
| 6    | 山形県   | デイサイト凝灰岩                       | ソロバン玉石（カルセドニー） | ヤマガタダイカイギュウ                    |
| 7    | 福島県   | 片麻岩                                 | ペグマタイト鉱物             | フタバスズキリュウ                        |
| 8    | 茨城県   | 花崗岩                                 | リチア電気石                 | ステゴロフォドン                          |
| 9    | 栃木県   | 大谷石（凝灰岩）                       | 黄銅鉱                       | 木の葉石（植物化石）                      |
| 10   | 群馬県   | 鬼押出し溶岩（安山岩）                 | 鶏冠石                       | ヤベオオツノジカ                          |
| 11   | 埼玉県   | 片岩                                   | スチルプノメレン             | パレオパラドキシア                        |
| 12   | 千葉県   | 房州石（凝灰質砂岩・細礫岩）           | 千葉石                       | 木下貝層（きおろしかいそう）の貝化石群    |
| 13   | 東京都   | 無人岩                                 | 単斜エンスタタイト           | トウキョウホタテ                          |
| 14   | 神奈川県 | トーナル岩                             | 湯河原沸石                   | 丹沢層群のサンゴ化石群                    |
| 15   | 新潟県   | ひすい輝石岩                           | 自然金                       | 石炭紀-ペルム紀海生動物化石群             |
| 16   | 富山県   | オニックスマーブル（トラバーチン）     | 十字石                       | 八尾層群の中新世貝化石群                  |
| 17   | 石川県   | 珪藻土（珪藻泥岩）                     | 霰石                         | 大桑層の前期更新世化石群                  |
| 18   | 福井県   | 笏谷石（火山礫凝灰岩）                 | 自形自然砒                   | フクイラプトル キタダニエンシス           |
| 19   | 山梨県   | 玄武岩溶岩                             | 日本式双晶水晶               | 富士川層群の後期中新世貝化石群            |
| 20   | 長野県   | 黒曜石                                 | ざくろ石                     | ナウマンゾウ                              |
| 21   | 岐阜県   | チャート                               | ヘデン輝石                   | ペルム紀化石群                            |
| 22   | 静岡県   | 赤岩（凝灰角礫岩）                     | 自然テルル                   | 掛川層群（大日層）の貝化石群              |
| 23   | 愛知県   | 松脂岩                                 | カオリン                     | 師崎層群の中期中新世海生化石群            |
| 24   | 三重県   | 熊野酸性岩類                           | 辰砂                         | ミエゾウ                                  |
| 25   | 滋賀県   | 湖東流紋岩                             | トパーズ                     | 古琵琶湖層群の足跡化石                    |
| 26   | 京都府   | 鳴滝砥石（前期三畳紀珪質粘土岩）       | 桜石（菫青石仮晶）           | 綴喜層群の中新世貝化石群                  |
| 27   | 大阪府   | 和泉石[和泉青石]（砂岩）               | ドーソン石                   | マチカネワニ                              |
| 28   | 兵庫県   | アルカリ玄武岩                         | 黄銅鉱                       | 丹波竜（タンバティタニス アミキティアエ） |
| 29   | 奈良県   | 玄武岩枕状溶岩                         | ざくろ石                     | 前期更新世動物化石                        |
| 30   | 和歌山県 | 珪長質火成岩類                         | サニディン                   | 白亜紀動物化石群                          |
| 31   | 鳥取県   | 砂丘堆積物                             | クロム鉄鉱                   | 中新世魚類化石群                          |
| 32   | 島根県   | 来待石（凝灰質砂岩）                   | 自然銀                       | ミズホタコブネ                            |
| 33   | 岡山県   | 万成石（花崗岩）                       | ウラン鉱                     | 成羽植物化石群                            |
| 34   | 広島県   | 広島花崗岩                             | 蝋石                         | アツガキ                                  |
| 35   | 山口県   | 石灰岩                                 | 銅鉱石                       | 美祢層群の植物化石                        |
| 36   | 徳島県   | 青色片岩                               | 紅れん石                     | プテロトリゴニア                          |
| 37   | 香川県   | 讃岐石                                 | 珪線石                       | コダイアマモ                              |
| 38   | 愛媛県   | エクロジャイト                         | 輝安鉱                       | イノセラムス                              |
| 39   | 高知県   | 花崗岩類（閃長岩）                     | ストロナルシ石               | シルル紀動物化石群                        |
| 40   | 福岡県   | 石炭                                   | リチア雲母                   | 脇野魚類化石群                            |
| 41   | 佐賀県   | 陶石（変質流紋岩火砕岩）               | 緑柱石                       | 唐津炭田の古第三紀化石群                  |
| 42   | 長崎県   | デイサイト溶岩                         | 日本式双晶水晶               | 茂木植物化石群                            |
| 43   | 熊本県   | 溶結凝灰岩                             | 鱗珪石（トリディマイト）     | 白亜紀恐竜化石群                          |
| 44   | 大分県   | 黒曜石                                 | 斧石                         | 更新世淡水魚化石群                        |
| 45   | 宮崎県   | 鬼の洗濯岩（砂岩泥岩互層）             | ダンブリ石                   | シルル紀-デボン紀化石群                   |
| 46   | 鹿児島県 | シラス（主に入戸火砕流堆積物）         | 金鉱石（自然金）             | 白亜紀動物化石群                          |
| 47   | 沖縄県   | 琉球石灰岩                             | リン鉱石                     | 港川人                                    |

## 日本の石（国石）
日本鉱物科学会は、2016年（平成28年）9月24日に金沢市で開催した総会において、日本の石（国石）としてヒスイを選定した。同学会の一般社団法人化記念事業として選定したものであり、一般公募から22種をまず選び、徐々に候補を減らしていき、総会の場で最後の5種に残ったヒスイ、自然金、花崗岩、輝安鉱、水晶の中から会員投票によりヒスイと水晶を第1回投票で選び、決選投票でヒスイ71票、水晶52票となったことからヒスイが日本の石（国石）に選ばれた。ヒスイは日本地質学会から「新潟県の石」に選定されているほか、新潟県からも正式に「県の石」として認められている。